# Megalomys
Genre
Megalomys est un genre de rongeurs de la famille des Cricétidés

## Liste des espèces
Ces espèces des petites Antilles sont éteintes depuis la fin du XIXe siècle.
- Megalomys desmarestii (J. Fischer, 1829) - rat musqué de Martinique ou rat-pilori +1885
- Megalomys luciae (Forsyth Major, 1901) - rat musqué de Ste-Lucie +1881